# Pesca al cerco

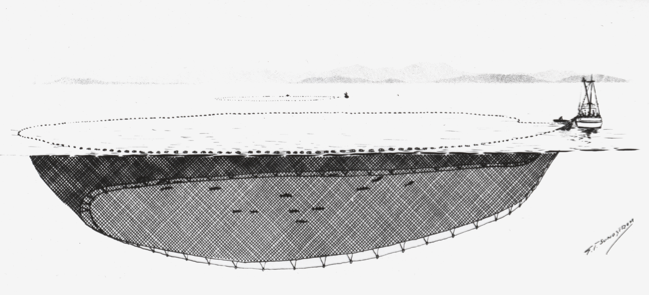
Cierre de la red en la pesca al cerco.

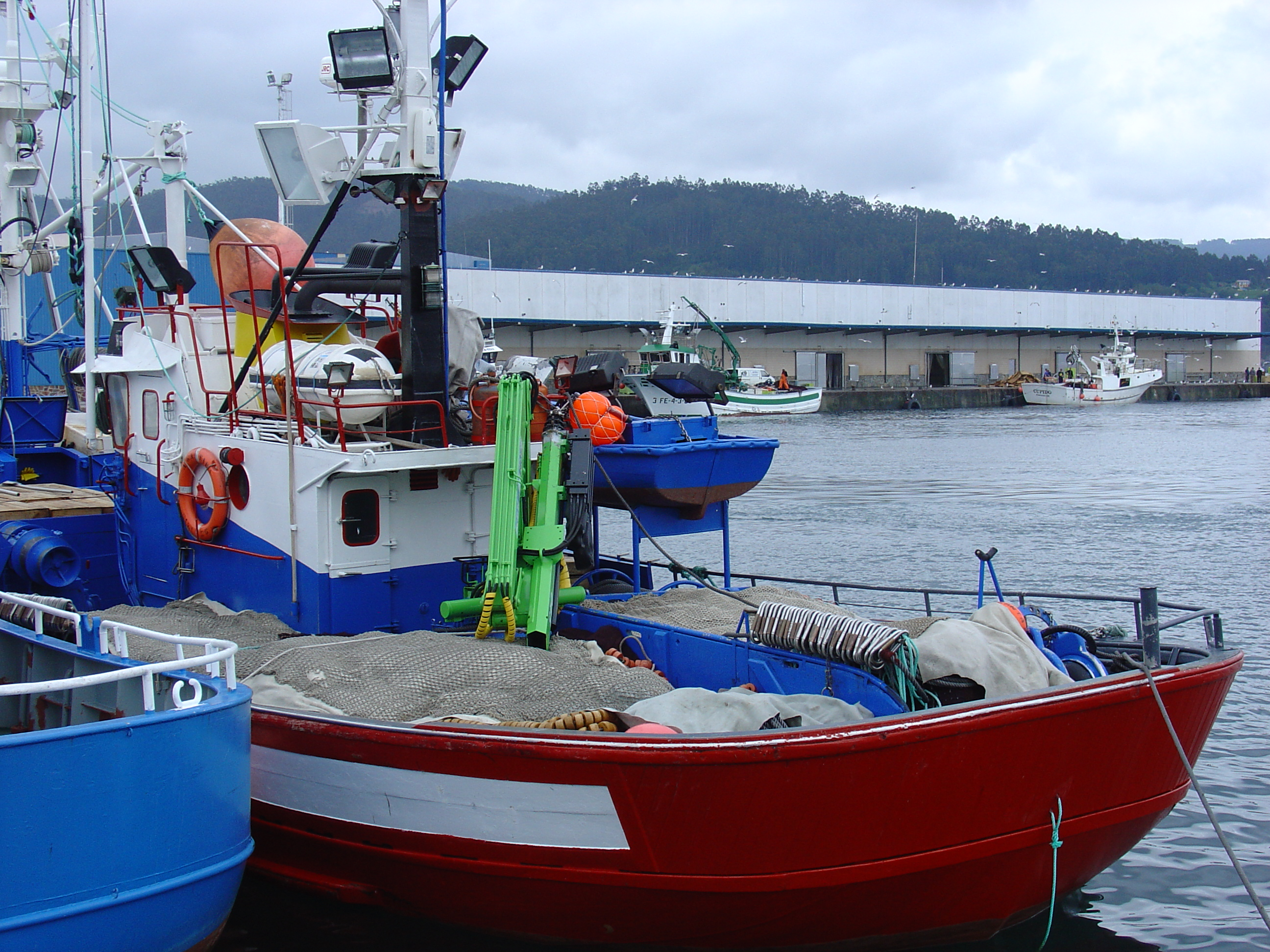
Embarcación de pesca de cerco A Gaveira en Vivero.

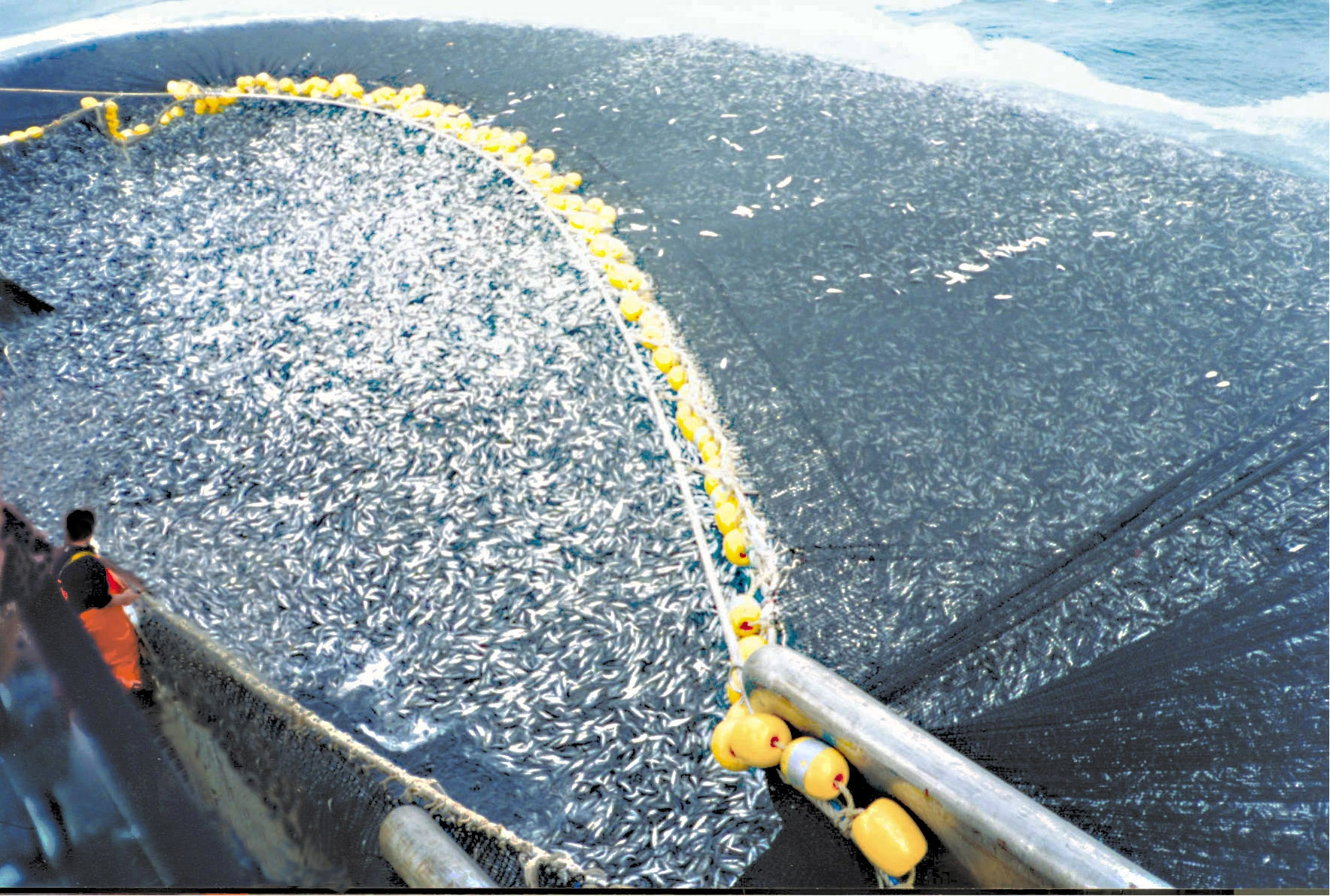
Banco de 400 toneladas de caballa pescado al cerco por un pesquero chileno.

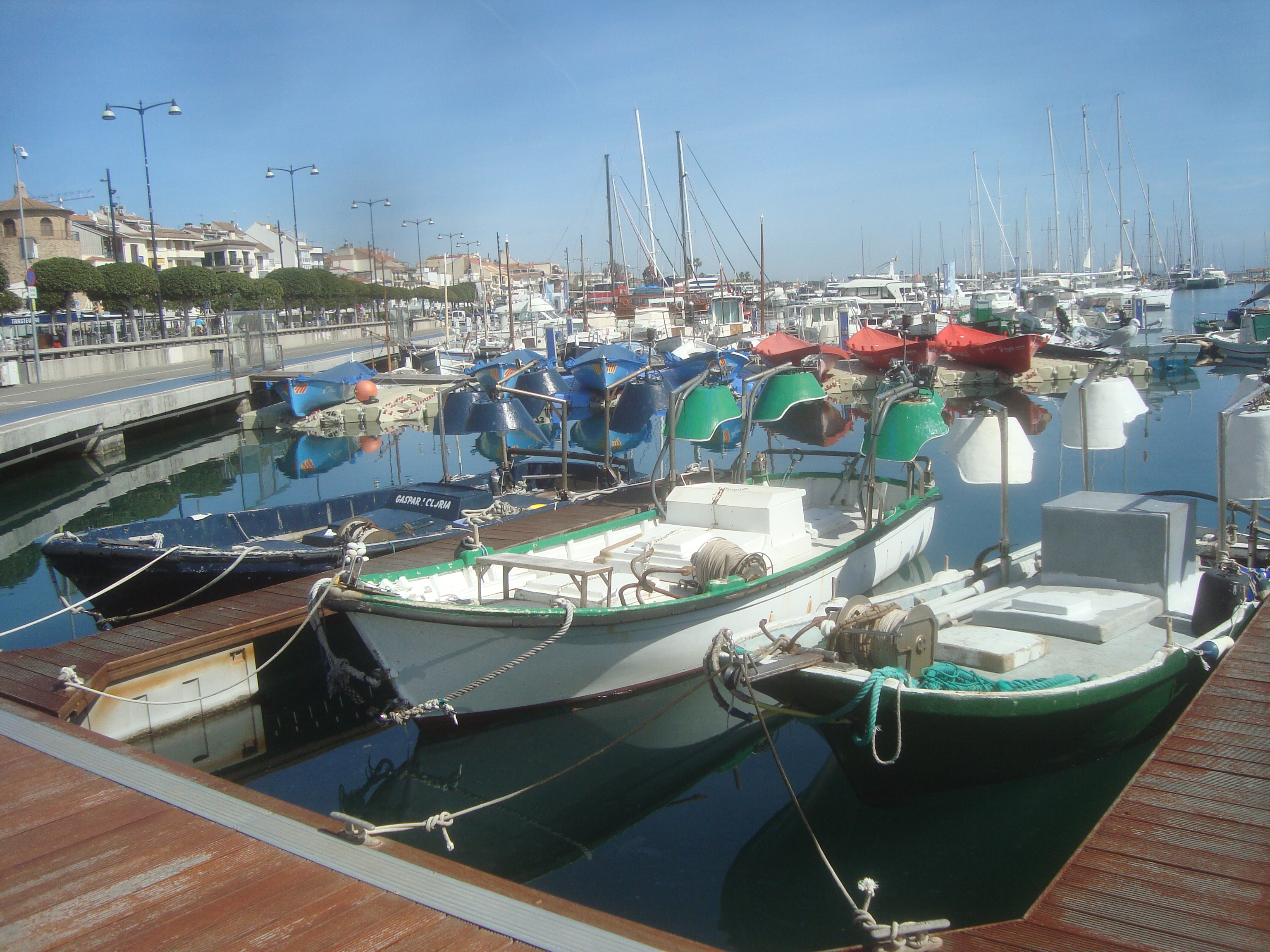
Botes de luz, barcas para la pesca de cerco por la noche, puerto de Cambrils.

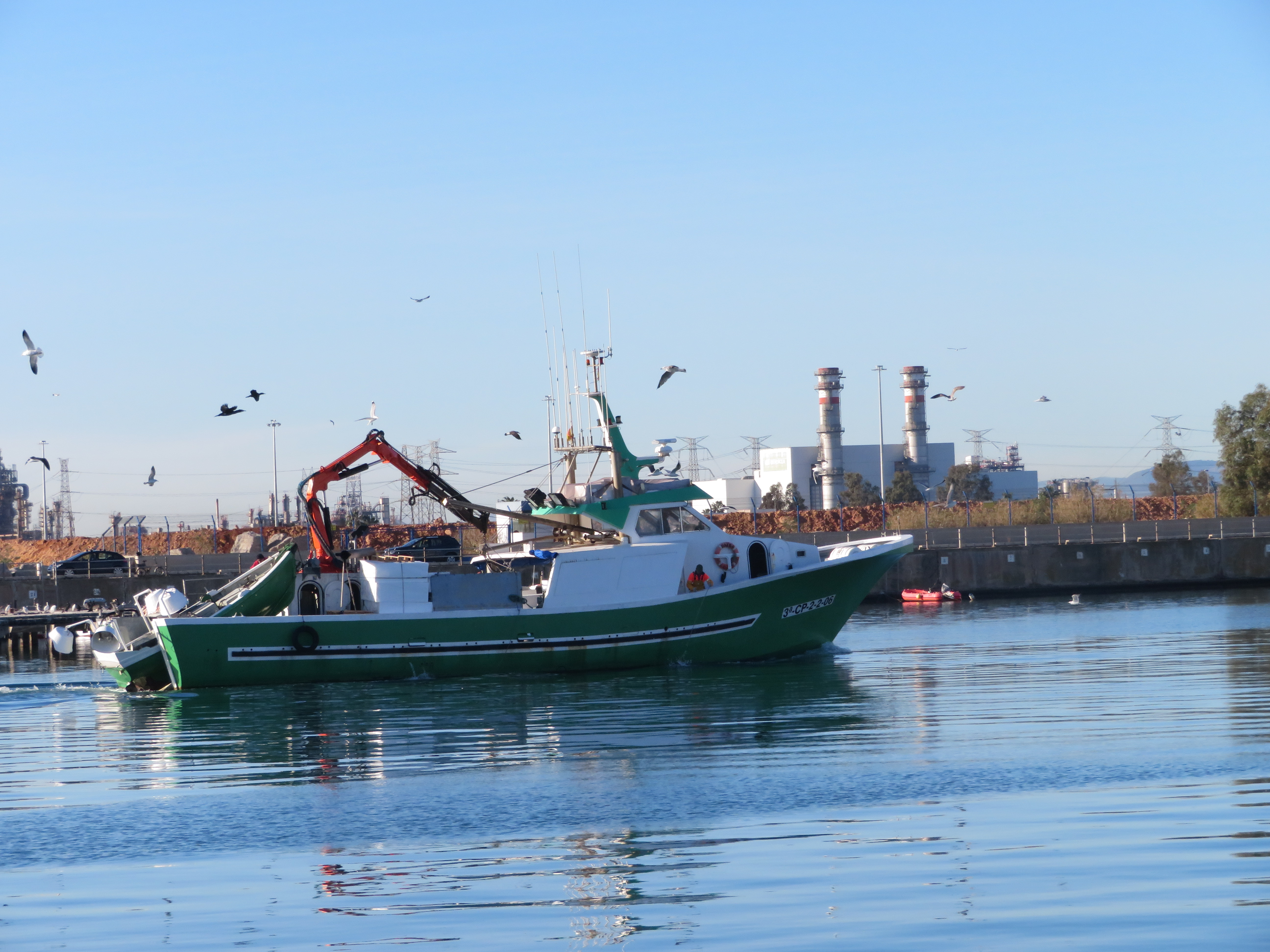
Barco pesquero de cerco entrando al Puerto de Castellón.

La pesca de cerco consiste, como su nombre indica, en cercar al pez (sardina, anchoveta, jurel y caballa principalmente) una vez ubicado el cardumen o banco de peces, y determinado rumbo y velocidad. Se cerca con la panga (lancha pequeña con motor fueraborda) que suelta la red haciendo un círculo alrededor del cardumen. La red tiene numerosos flotadores que impiden que se hunda y en su otro extremo dispone de plomos que la mantienen vertical. Una vez rodeados los peces, se cierra la red tirando de los extremos de un cabo llamado jareta que pasa por la parte inferior de la red y así la cierra. Por eso se conoce también como «red de cerco de jareta». Se utiliza una gran red de 250 a 1000 metros de longitud y unos 50 de ancho.

## Redes de cerco y redes de copo
Las redes de cerco se utilizan para la captura de peces cuya costumbre es nadar formando densos cardúmenes o bancos de peces, ya sea en la superficie o a media agua, es decir, pelágicos, como la anchoveta, la sardina, el atún, el bonito, la caballa y el jurel. En un principio, estas especies (y en algunos lugares todavía) eran capturadas mediante artes de enmalle, sardinales y trasmallos; sin embargo, las artes verdaderamente eficaces para esta clase de pesca son las redes de cerco, por lo que han ido sustituyendo a las demás.

## Zonas de pesca
Normalmente, la práctica de este tipo de pesca no suele llevar siempre a la misma zona, el movimiento de los bancos de peces hace mover también al pescador. Es decir, a diferencia de otro tipo de pescas que se basan en buscar un tipo de fondo o zona de pesca, la traiña o el barco de cerco suele buscar mediante sus aparatos de detección los bancos de peces con tal de cercarlos. Según la especie deseada de capturar se suele trabajar en diferentes profundidades: pescados como la anchoa, la sardina, el jurel, la caballa van buscando alimento y se pueden encontrar en muy pocos metros de profundidad o en mucha agua. Normalmente, en invierno se suele trabajar más cerca de la costa ya que el mal tiempo condiciona el mar. Otro tipo de pescado que captura este arte, es el pescado blanco, pero esto ya es más inusual. Se pueden capturar especies como la breca, la dorada, la lubina, la oblada, pero este tipo de especies siempre suele estar en zonas de fondo rocoso y esto dificulta su captura.